# Journal of Geometry and Symmetry in Physics
Journal of Geometry and Symmetry in Physics ist eine seit 2004 in englischer Sprache erscheinende mathematisch-physikalische Fachzeitschrift, die von der Bulgarischen Akademie der Wissenschaften herausgegeben wird.
Sie veröffentlicht Forschungsarbeiten und Überblicksartikel, und insbesondere auch erweiterte Versionen von Vorträgen zur Geometrie von klassischen und Quantensystemen auf der jährlich in Bulgarien stattfindenden Konferenz „Geometry, Integrability and Quantization“.